# Punt van Feuerbach

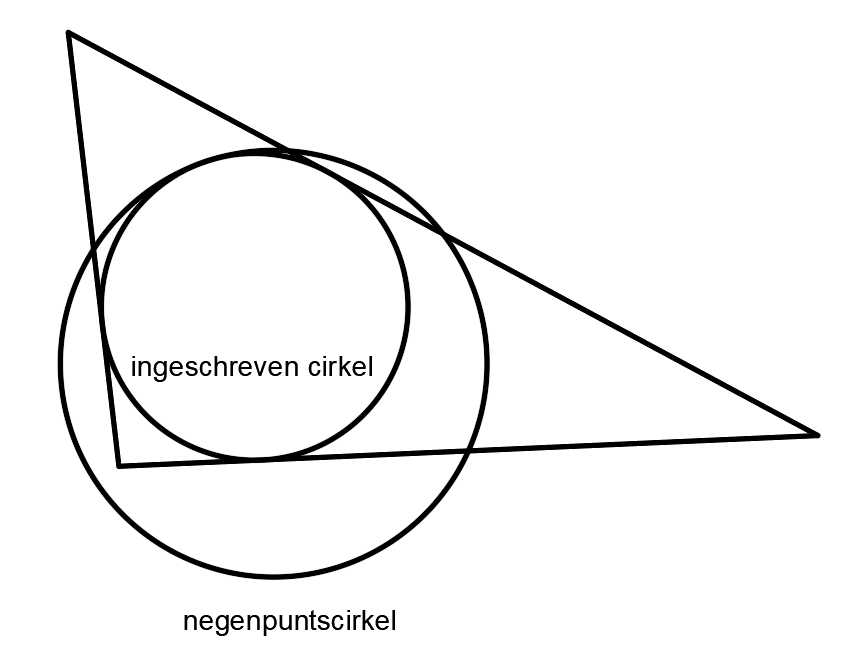
De negenpuntscirkel en de ingeschreven cirkel raken elkaar in het punt van Feuerbach.

Het punt van Feuerbach is een driehoekscentrum. De negenpuntscirkel van een driehoek raakt volgens de stelling van Feuerbach aan de ingeschreven cirkel van die driehoek. Het raakpunt heet het punt van Feuerbach en heeft kimberlingnummer X(11).

## Eigenschappen
- Het punt van Feuerbach ligt ook op de omgeschreven cirkel van de ceva-driehoek van X(1), het middelpunt van de ingeschreven cirkel.[1]
- Het punt van Feuerbach is de harmonische verwante van X(12) ten opzichte van X(1) en X(5), het middelpunt van de negenpuntscirkel.
- De voetpuntscirkel van ieder punt op de lijn door X(1) en X(3), het middelpunt van de omgeschreven cirkel, gaat door het punt van Feuerbach. Het punt van Feuerbach is ook de orthopool van deze lijn.[2]
- Het punt van Feuerbach is het snijpunt van de drie lijnen die je krijgt als je de lijn door de middelpunten van omgeschreven en ingeschreven cirkels spiegelt in ieder van de zijden van de raakpuntendriehoek.[3]

## Coördinaten
Barycentrische coördinaten van het punt van Feuerbach zijn 
{\displaystyle \left((s-a)(b-c)^{2}:(s-b)(a-c)^{2}:(s-c)(a-b)^{2}\right).}
Hierin is {\displaystyle s={\frac {a+b+c}{2}}} de halve omtrek.